# Lorenz Heister
Lorenz Heister (Francoforte sul Meno, 19 settembre 1683 – Helmstadt, 18 aprile 1758) è stato un chirurgo e botanico tedesco.

## Biografia
Dal 1702 al 1706 Heister ha studiato nelle università di Giessen e Wetzlar, poi si è trasferito a Amsterdam, dove ha studiato anatomia sotto Frederik Ruysch (1638-1731). Nell'estate del 1707, fu assistente medico presso l'ospedale di campo a Bruxelles e Gand durante la Guerra di successione spagnola. Quindi viaggiò a Leida, dove studiò anatomia sotto Bernhard Siegfried Albinus (1653-1721) e Govert Bidloo (1649-1713), frequentando anche lezioni di Hermann Boerhaave su chimica e malattie oculari. Nel 1708 ottenne il dottorato dalla Università di Harderwijk, e nell'estate del 1709, rientrò nell'esercito olandese come chirurgo di campo durante l'assalto di Tournai e subito dopo si distinse nella cura dei feriti nella Battaglia di Malplaquet.

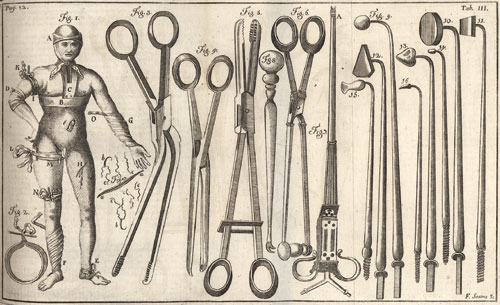
Dispositivi chirurgici da "Institutiones chirurgicae" di Heister.

Nel 1711 fu nominato professore di anatomia e chirurgia presso Università di Altdorf, e dal 1720, fu professore di anatomia e chirurgia presso l'Università di Helmstedt, dove rimase per il resto della sua vita. Durante il suo incarico a Helmstedt, ha anche insegnato botanica e medicina pratica. Nel 1730 fu eletto Fellow of the Royal Society.
Tra i suoi numerosi scritti, il suo lavoro più noto è "Chirurgie", un libro sulla chirurgia che è stato tradotto in diverse lingue. Fu ampiamente utilizzato in Giappone e fu ancora impiegato come testo standard a Vienna nel 1838. Il giardino botanico di Heister a Helmstedt era considerato uno dei più belli della Germania.
Nel 1718, coniò la parola "tracheotomia". È stato il primo medico a eseguire una sezione post-mortem di appendicite.
Il suo nome è stato dato alle piante del genere Heisteria, così come alle valvole a spirale (di Heister), pieghe anatomiche del dotto cistico.
Ideò un apribocca (apribocca di Heister), tuttora in uso.
I suoi scritti botanici furono pubblicati come "Beschreibung eines neuen Geschlechts" nel 1755, con descrizioni illustrate di piante.

## Scritti principali

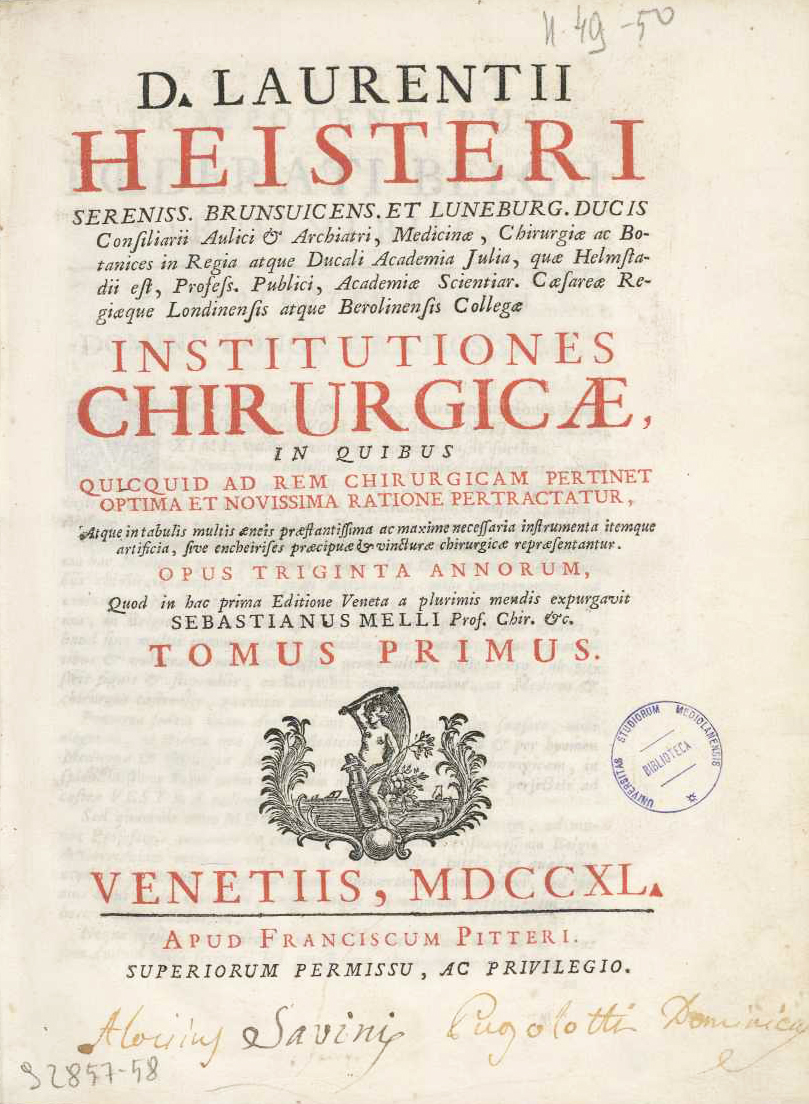
Institutiones chirurgicae, 1740

- Compendium anatomicum , pubblicato inizialmente nel 1721, 10 edizioni nel complesso.
- Chirurgie , inizialmente pubblicato nel 1731, 15 edizioni nel complesso.
- (LA) Institutiones chirurgicae, Venezia, Francesco Pitteri, 1740.
- (LA) Compendium anatomicum totam rem anatomicam breuissime complectens, Nürnberg, Georg Christoph Weber, 1741.
- Beschreibung eines neuen Geschlechts , Braunschweig 1755 ( Beschr. Neu. Geschl. )[3]